# Марманд
Марма́нд (фр. Marmande) — муніципалітет у Франції, у регіоні Нова Аквітанія, департамент Лот і Гаронна. Населення — 17 239 осіб (01.01.2021).
Муніципалітет розташований на відстані близько 520 км на південь від Парижа, 70 км на південний схід від Бордо, 50 км на північний захід від Ажена.

## Демографія
Динаміка населення (INSEE ):
Розподіл населення за віком та статтю (2006):
| Стать | Всього | До 15 років | 15-24 | 25-44 | 45-64 | 65-85 | Понад 85 |
| --- | ------ | ----------- | ----- | ----- | ----- | ----- | -------- |
| Чоловіки | 7934   | 1366        | 984   | 1964  | 2047  | 1402  | 171      |
| Жінки | 9377   | 1332        | 1098  | 2061  | 2395  | 2037  | 454      |
| \| Статево-вікова піраміда \| Статево-вікова піраміда \| Статево-вікова піраміда \| \| ----------------------- \| ----------------------- \| ----------------------- \| \| Чоловіки \| Вік \| Жінки \| \| 171 \| 85 + \| 454 \| \| 275 \| 80-84 \| 513 \| \| 376 \| 75-79 \| 534 \| \| 356 \| 70-74 \| 525 \| \| 395 \| 65-69 \| 465 \| \| 425 \| 60-64 \| 543 \| \| 574 \| 55-59 \| 591 \| \| 505 \| 50-54 \| 582 \| \| 543 \| 45-49 \| 679 \| \| 478 \| 40-44 \| 584 \| \| 526 \| 35-39 \| 537 \| \| 498 \| 30-34 \| 509 \| \| 462 \| 25-29 \| 431 \| \| 455 \| 20-24 \| 474 \| \| 529 \| 15-20 \| 624 \| \| 519 \| 10-14 \| 479 \| \| 399 \| 5-9 \| 417 \| \| 448 \| 0-4 \| 436 \| |        |             |       |       |       |       |          |
| Статево-вікова піраміда |        |             |       |       |       |       |          |
| Чоловіки | Вік    | Жінки       |       |       |       |       |          |
| 171 | 85 +   | 454         |       |       |       |       |          |
| 275 | 80-84  | 513         |       |       |       |       |          |
| 376 | 75-79  | 534         |       |       |       |       |          |
| 356 | 70-74  | 525         |       |       |       |       |          |
| 395 | 65-69  | 465         |       |       |       |       |          |
| 425 | 60-64  | 543         |       |       |       |       |          |
| 574 | 55-59  | 591         |       |       |       |       |          |
| 505 | 50-54  | 582         |       |       |       |       |          |
| 543 | 45-49  | 679         |       |       |       |       |          |
| 478 | 40-44  | 584         |       |       |       |       |          |
| 526 | 35-39  | 537         |       |       |       |       |          |
| 498 | 30-34  | 509         |       |       |       |       |          |
| 462 | 25-29  | 431         |       |       |       |       |          |
| 455 | 20-24  | 474         |       |       |       |       |          |
| 529 | 15-20  | 624         |       |       |       |       |          |
| 519 | 10-14  | 479         |       |       |       |       |          |
| 399 | 5-9    | 417         |       |       |       |       |          |
| 448 | 0-4    | 436         |       |       |       |       |          |

## Економіка
2010 року серед 11 087 осіб працездатного віку (15—64 років) 7536 були активними, 3551 — неактивною (показник активності 68,0%, у 1999 році було 69,9%). З 7536 активних мешканців працювали 6252 особи (3263 чоловіки та 2989 жінок), безробітними було 1284 (564 чоловіки та 720 жінок). Серед 3551 неактивної 952 особи були учнями чи студентами, 1368 — пенсіонерами, 1231 була неактивною з інших причин.

У 2010 році в муніципалітеті налічувалося 8526 оподаткованих домогосподарств, у яких проживали 17547,5 особи, медіана доходів складала 15 847 євро на одного особоспоживача

## Відомі люди
Народилися
- Кароль Махальський (1884—1966) — польський інженер-будівельник, педагог.

## Галерея

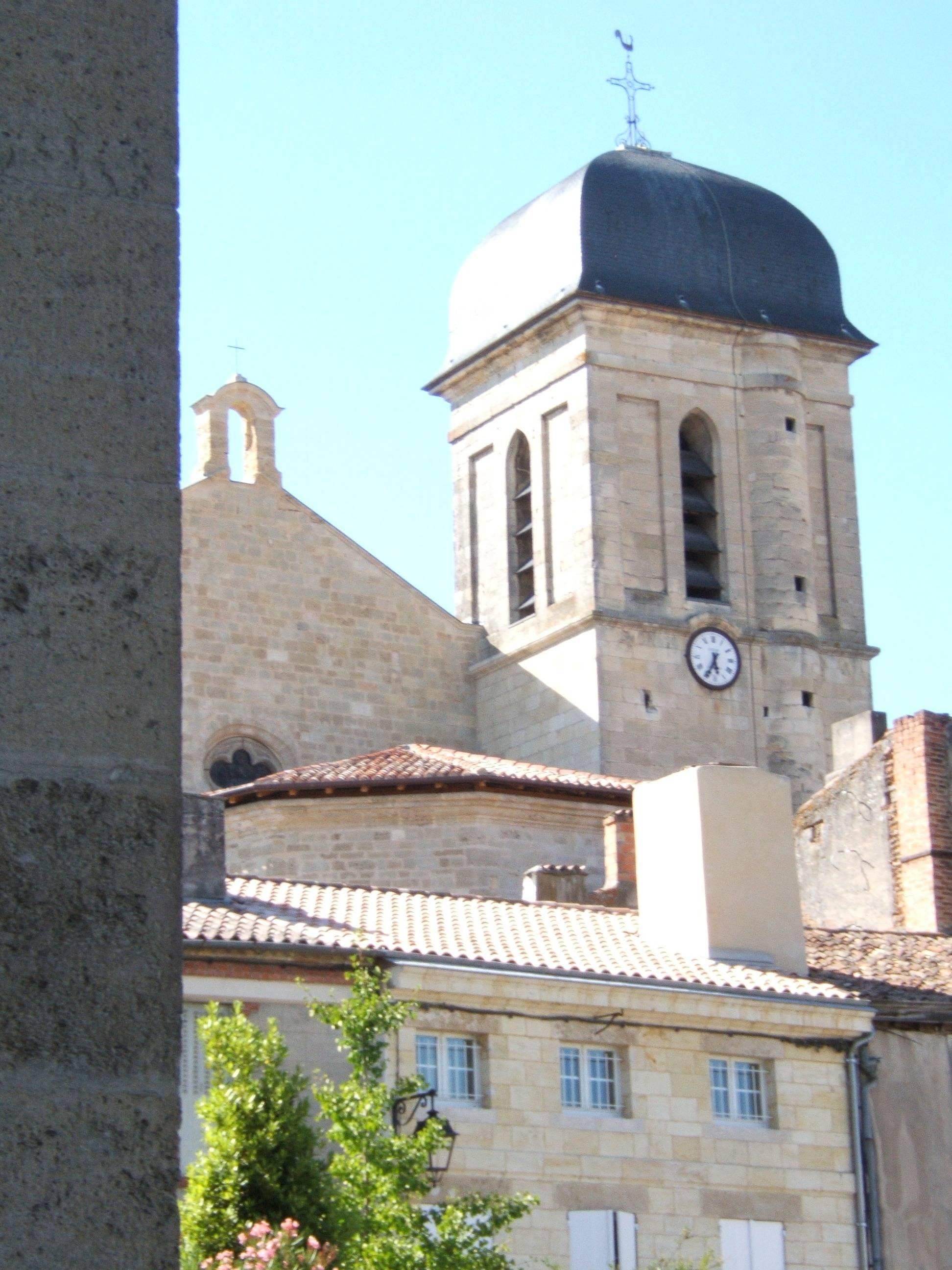
Монастир Нотр-Дам де Марманд
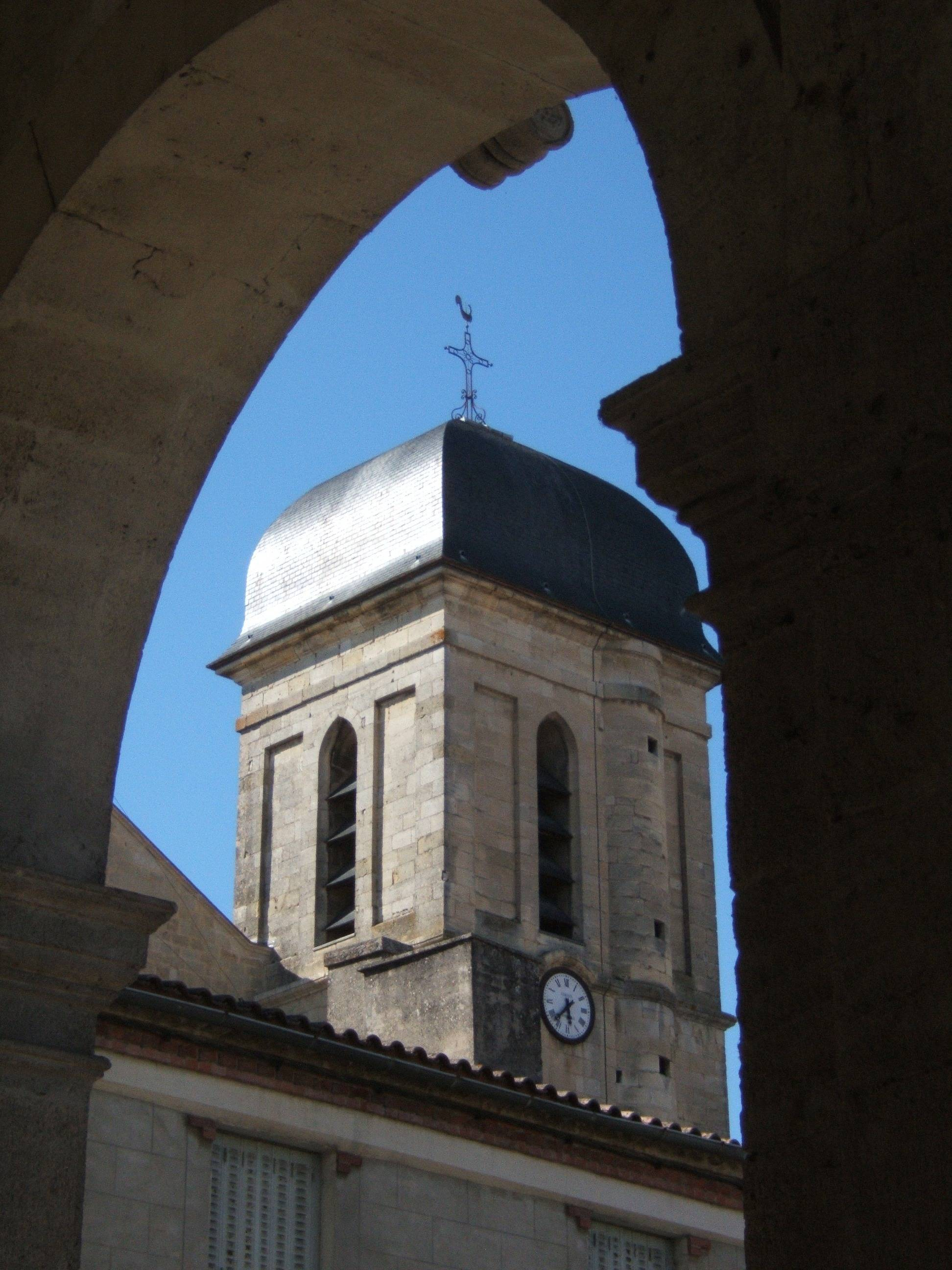
Монастир Нотр-Дам де Марманд
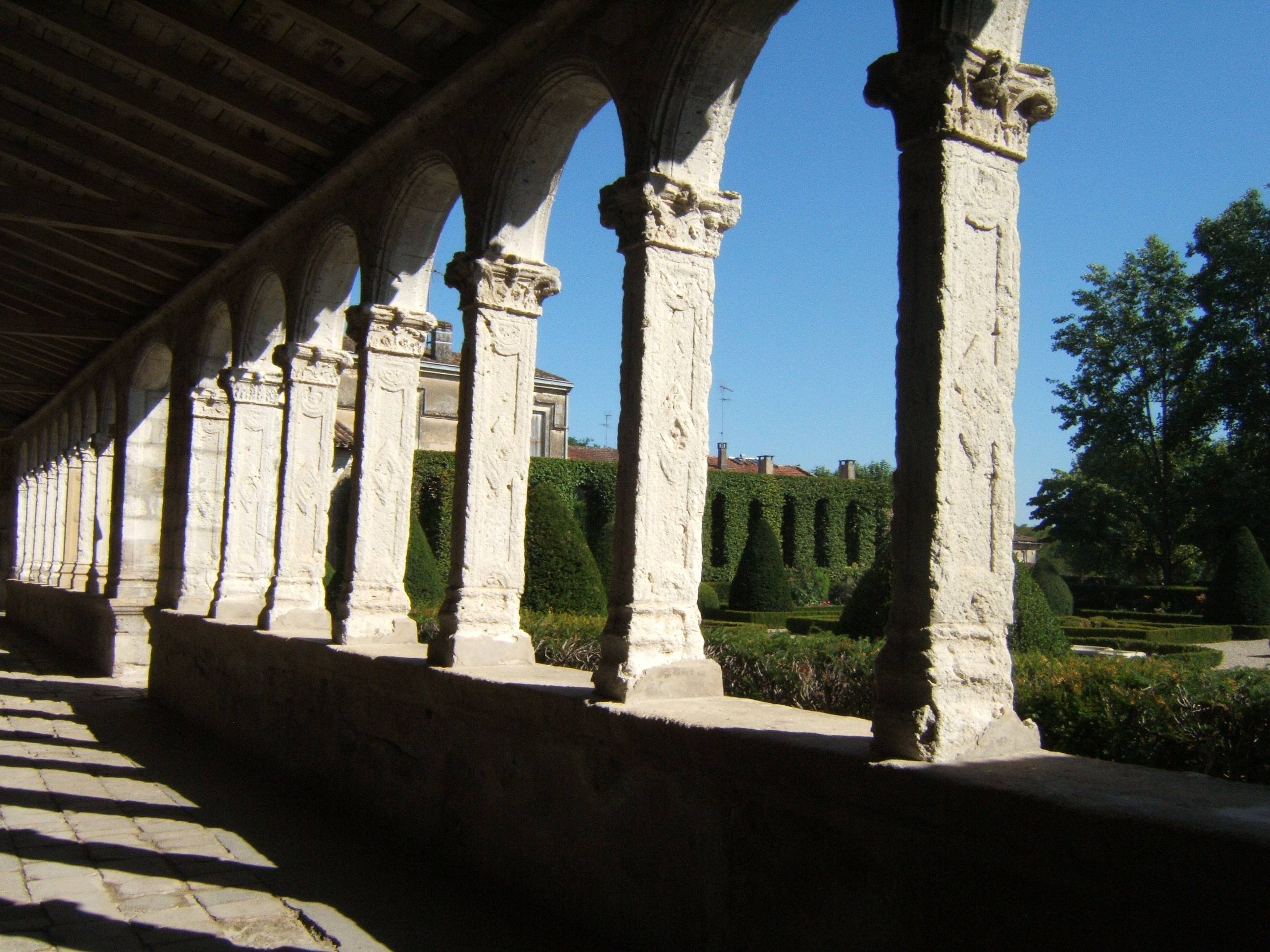
Монастир Нотр-Дам де Марманд
Міський герб Марманда
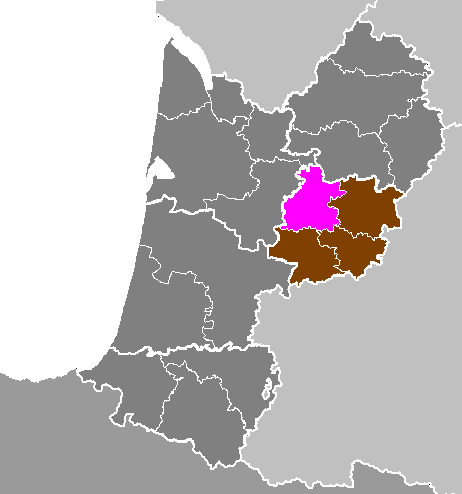
Департамент Лот-і-Гаронна (муніципалітет Марманд)
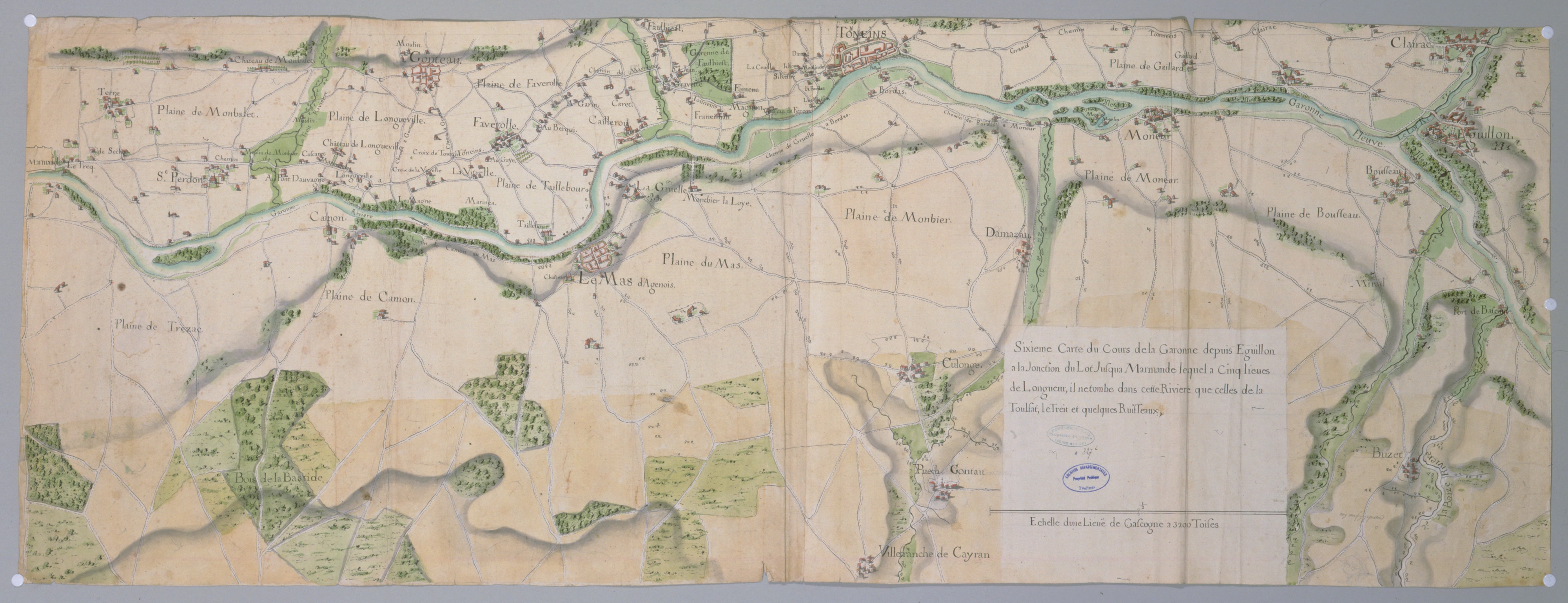
Де Аквілон у Марманді
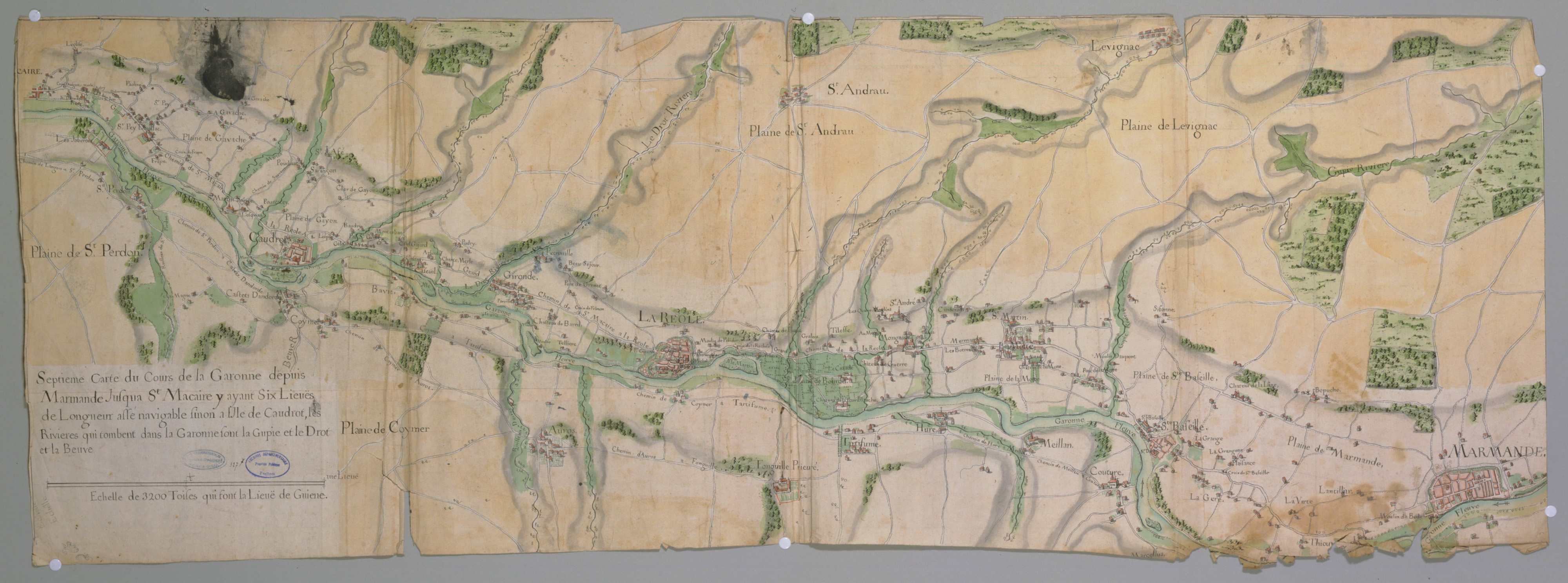
Від Марманда до Сен-Макера
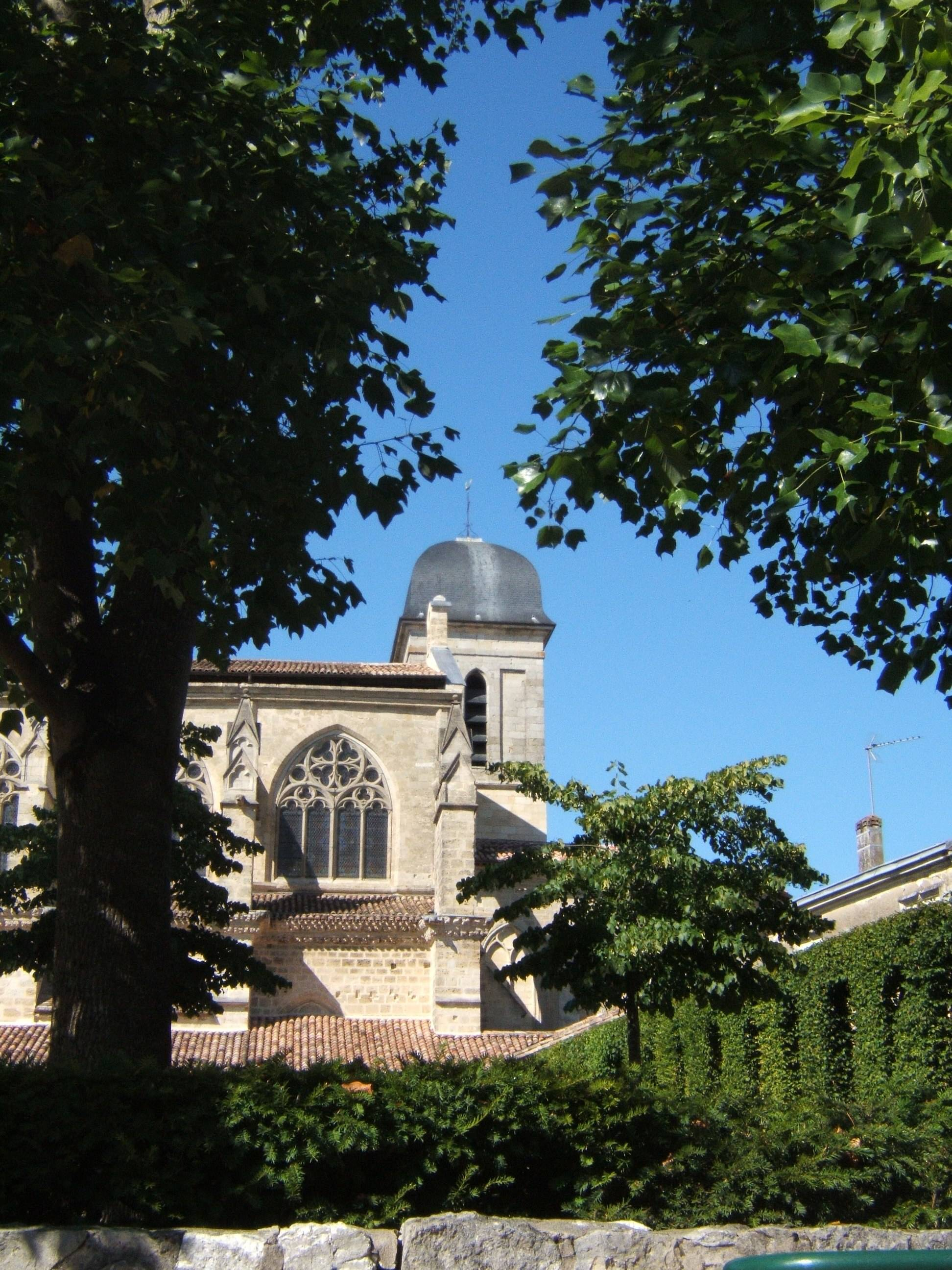
Жарден де Нотр-Дам де Марманд
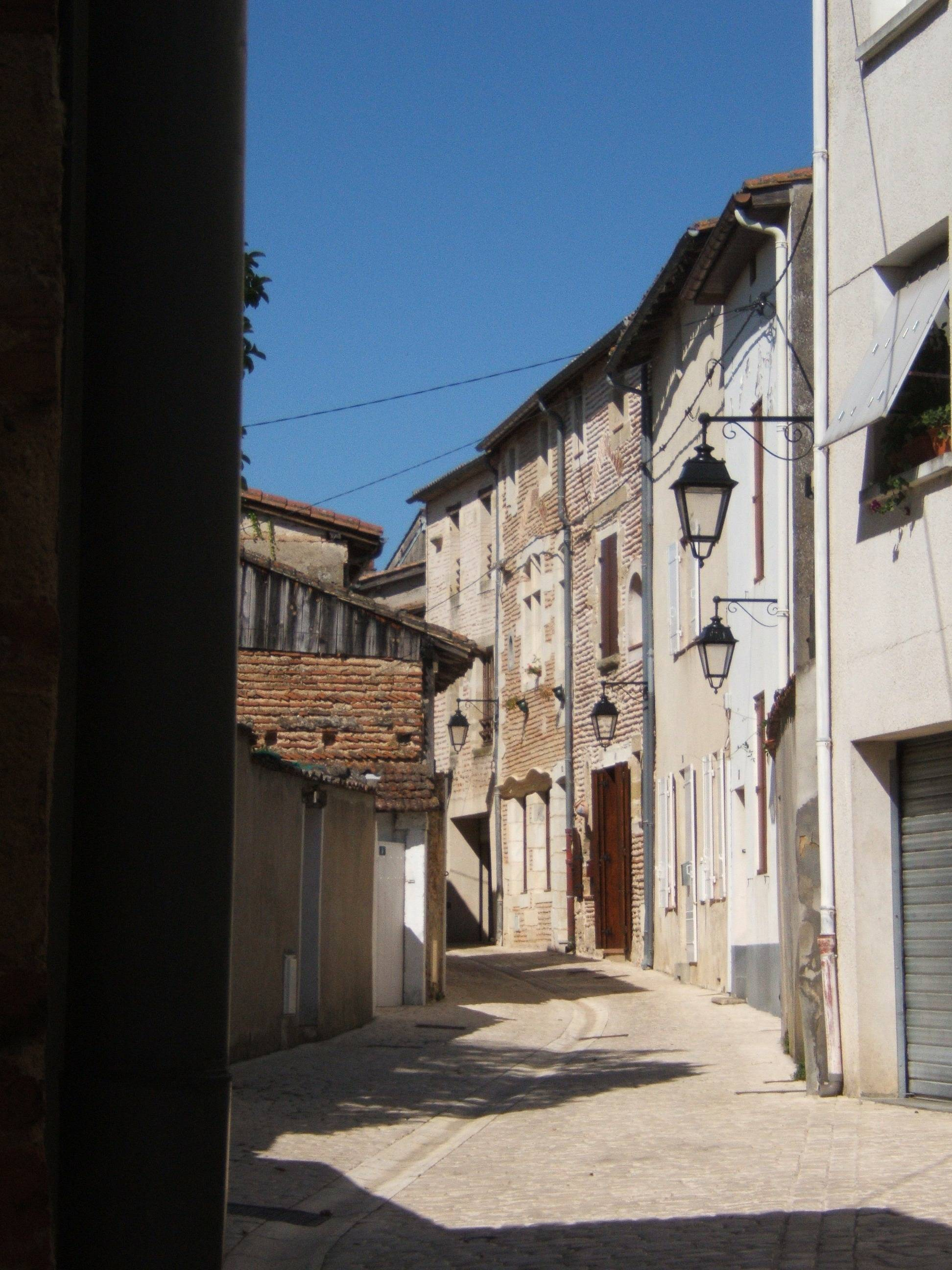
Вулиця Марманда